# Whitney Port
Whitney Eve Port (Los Angeles, 4 de març de 1985) és una actriu, model, empresària i dissenyadora de moda estatunidenca. Estudiant de l'escola Crossroads a Santa Mònica durant la seva adolescència, feu el salt a la fama el 2006 després de fer el càsting pel reality televisiu The Hills, que feu un relat de les vides de Port i les seves amigues Lauren Conrad, Heidi Montag i Audrina Patridge. Durant la producció del programa, també va ocupar càrrecs importants als programes Teen Vogue i el programa de Kelly Cutrone People's Revolution.
Després de mudar-se a la ciutat de Nova York per començar a treballar amb Diane von Fürstenberg el 2008, Port fou comissionada per ser l'estrella de la seva pròpia sèrie derivada The City, que originalment tractava de les vides de Port i els seus companys i companyes Jay Lyon, Olivia Palermo i Adam Senn. Després de fer nombrosos ajustaments al guió i a la producció i de no poder impressionar al públic que responia amb qualificacions pobres, el programa fou cancel·lat el 2010, després de l'emissió de tan sols dos programes. Port va llançar la seva línia de moda Whitney Eve el 2009. El 2012 feu de jurat en la vuitena edició del programa Britain & Ireland's Next Top Model

## Vida i carrera

### 1985 - 2005: Infància, adolescència i educació
Whitney Eve port nasqué a Los Angeles, Califòrnia, el 4 de març de 1985 fruit de l'amor dels seus pares Jeffery i Vicky (née Woskoff). El seu pare posseïa la signatura de moda Swarm i va morir el març del 2013 per càncer de ronyó. Port the un germà, Ryan, i tres germanes, Ashley, Paige i Jade, i va créixer en un entorn jueu.
Port va anar a l'Escola Warner Avenue Elementary School, on fou la delegada de classe a cinquè, i després va anar a l'escola Crossroads durant l'educació secundària i el bachillerat. El 2007 es va graduar a la Universitat del Sud de Califòrnia en l'especialitat d'estudis de gènere. Després d'això, Port va tenir entrevistes amb les revistes Women's Wear Daily i W.

### 2006 - 2010:The HillsiThe City

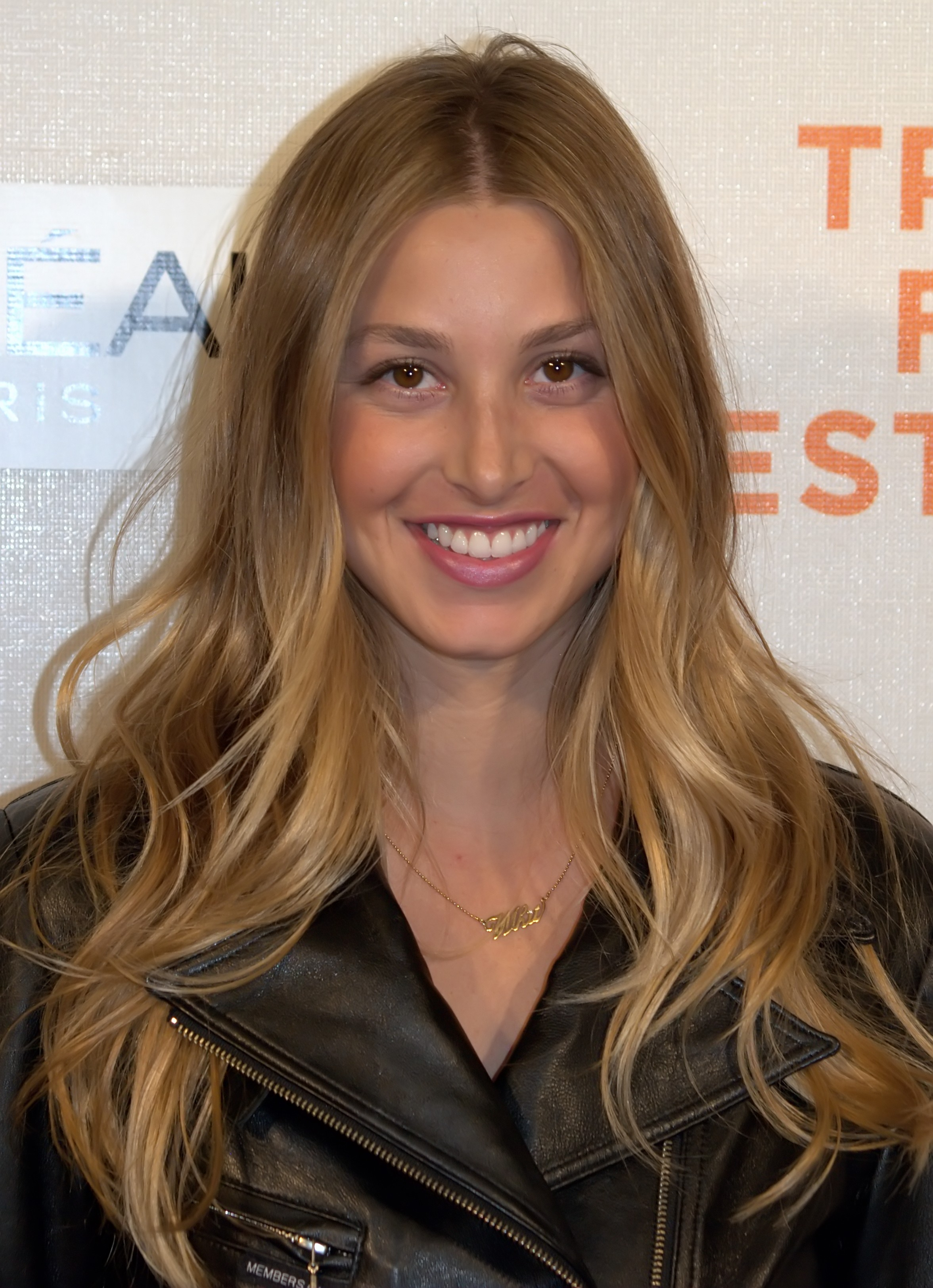
Whitney Port al festival Tribeca en la seva edició de 2009

El 2006 l'MTV va començar el reality televisiu The Hills com una sèrie derivada de Laguna Beach: The Real Orange Country. Originalment, tractava de les vides de Lauren Conrad, que apareixia al reality predecessor d'aquest, la seva companya de pis Heidi Montag, i les seves amigues Audina Patridge i Whitney Port. Durant la producció de la primera temporada, Port i Conrad van compartir les pràctiques a Teen Vogue sota la direcció de l'editora de Vogue a la Costa Oest Lisa Love. Ella els va dir que havien d'entrevistar-se amb èxit per obtenir la feina independentment del que volien les càmeres.
El 2007 Port va caure notablement per les escales durant un programa en directe de Good Morning America. Durant la tercera temporada de The Hills, van ascendir la Whitney com l'assessora de moda de la Costa Oest per Teen Vogue i va deixar la feina l'any següent. Més tard aquell any, Port i Conrad van començar a treballar amb la signatura de Kelly Cutrone, People's Revolution. Port més tard va afirmar que havia rebutjar l'oportunitat de compartir habitatge amb Conrad i Patridge perquè prefereixo mantenir certes coses en privat.
Al març del 2008 va debutar la primera línia de moda de Port, Whitney Eve. En quant va acabar la quarta temporada de The Hills aquell desembre, Port es va mudar a la ciutat de Nova York per acceptar una feina amb Diane von Fürstenberg. Aquell mateix mes, fou nomenada l'estrella de la sèrie derivada The City, que es va enfocar emfàticament en la seva parella Jay Lyon, els seus amics Erin Lucas i Adam Senn, i la seva col·laboradora Olivia Palermo. Durant la primera meitat de la temporada inaugural, Port va tallar els llaços amb Lyon, es va enfrontar a Palermo mentre treballaven i, finalment, va tornar a People's Revolution. Després de rebre qualificacions poc satisfactòries, Lyon, Lucas i Senn van ser reemplaçats per Roxy Olin, una amiga de Port, i un nou col·laborador de Palermo, Erin Kaplan, a la segona meitat de la primera temporada. La segona temporada del reality van veure el desenvolupament de Whitney Eve i van emetre el seu últim episodi el juliol del 2010 abans de ser oficialment cancel·lat l'octubre d'aquell any.

### 2011 - present: projectes de venda al detall i compromís
A finals del 2010, Port va aparèixer a la sèrie d'Internet Hollywood is Like High School with Money, a la qual treballava com a productora executiva. El programa va servir al mateix temps com una plataforma promocional per la seva col·lecció Whitney Eve. El gener de 2011, Port va aparèixer en una revista de difusió, a Maxim. Al febrer, es va publicar el primer llibre de Port True Whit: Designing a Life of Style, Beauty, and Fun. Més tard el mateix any, va presentar Genuine Ken, un joc exclusiu de Hulu.
El 2012, Port fou confirmada per formar part del jurat de la vuitena temporada de Britain and Ireland's Next Top Model, juntament amb la nova incorporació de Tyson Beckford, i els jutges habituals Elle Macpherson i Julien MacDonald, que va deixar el programa en quant va acabar la temporada. Port va aparèixer breument a la pel·lícula What To Expect When You're Expecting, junt amb Jeniffer López.
El març del 2013, el pare de Whitney, Jeffrey Port va morir després d'un any batallant contra el càncer de ronyó. El novembre del mateix any, ella anunciava el seu compromís amb el productor de The City, Tim Rosenman, que havia començat a sortir amb ella a principis del 2012.

## Filmografia
| Any       | Títol                                    | Paper/Rol                                                         | Comentari                                           |
| Televisió | Televisió                                | Televisió                                                         | Televisió                                           |
| --------- | ---------------------------------------- | ----------------------------------------------------------------- | --------------------------------------------------- |
| 2006–2008 | The Hills                                | Ella mateixa                                                      | Membre principal dels participants (temporades 1–4) |
| 2008      | Entourage                                | "Gotta Look Up to Get Down" (temporada 5, episodi 7)              |                                                     |
| 2008–2010 | The City                                 | Narradora i membre principal dels participants (temporades 1 i 2) |                                                     |
| 2009      | Family Guy                               | "We Love You, Conrad" (temporada 7, episodi 14)                   |                                                     |
| 2010      | America's Next Top Model                 | "Big Hair Day" (temporada 14, episodi 8)                          |                                                     |
| 2010      | Hollywood is Like High School with Money | 1 episodi                                                         |                                                     |
| 2010      | Anna & Kristina's Beauty Call            | "Kathryn: Sophisticated Evening" (temporada 1, episodi 10)        |                                                     |
| 2011      | Genuine Ken                              | Presentadora de la primera temporada                              |                                                     |
| 2012      | Britain & Ireland's Next Top Model       | Jutgessa a la vuitena temporada                                   |                                                     |
| Cinema    |                                          |                                                                   |                                                     |
| 2012      | What to Expect When You're Expecting     | Ella mateixa                                                      | Aparició breu                                       |

## Treballs publicats
- True Whit: Designing a Life of Style, Beauty, and Fun (2011)